# Christendemocratische Volkspartij (Hongarije)
De Christendemocratische Volkspartij (Kereszténydemokrata Néppárt, KDNP) is een christendemocratische politieke partij in Hongarije die in april 1989 werd heropgericht.

## Geschiedenis
De KDNP nam in 1990 voor het eerst aan de Hongaarse parlementsverkiezingen mee en de partij behaalde 6,5% van de stemmen. De partij profileerde zich nadrukkelijk als christendemocratisch en kon daardoor rekenen op de steun van onder andere een deel van de katholieke gemeenschap in Hongarije. Ze vormde van 1990 tot 1994 een regeringscoalitie samen met het Hongaars Democratisch Forum en de Partij van Kleine Landbouwers. Ook in de parlementsverkiezingen van 1994 behaalde de KDNP ongeveer zeven procent van de stemmen.
In het midden van de jaren negentig ontstond binnen de partij een conflict tussen een populistische en een conservatieve groep. György Giczy was partijvoorzitter geworden en onder zijn leiding zocht de KDNP toenadering tot de meer radicale partijen. Het conflict leidde in 1997 tot het vertrek van een aantal leden naar de indertijd juist conservatiever geworden partij Fidesz en de KDNP-fractie in het Hongaarse parlement viel uiteen. De KDNP verloor ook steun binnen de katholieke gemeenschap en wist in de parlementsverkiezingen van 1998 en 2002 niet genoeg stemmen te halen voor een zetel in het parlement.
De partij vormt sinds de parlementsverkiezingen van 2006 een lijstverbinding met Fidesz. In het Europees Parlement zijn beide partijen aangesloten bij de Europese Volkspartij.

## Partijvoorzitters
Dit overzicht is mogelijk incompleet; u kunt helpen door het uit te breiden.
- György Giczy (midden jaren negentig)[2]
- Zsolt Semjén (2003-heden)